# Пирс (Небраска)
Пирс (енгл. Pierce) град је у америчкој савезној држави Небраска.

## Демографија
По попису из 2010. године број становника је 1.767, што је 7 (-0,4%) становника мање него 2000. године.
| Група             | 2000.         | 2010.         |
| Белци             | 1.750 (98,6%) | 1.728 (97,8%) |
| Афроамериканци    | 0 (0,0%)      | 0 (0,0%)      |
| Азијати           | 2 (0,1%)      | 3 (0,2%)      |
| Хиспаноамериканци | 13 (0,7%)     | 22 (1,2%)     |
| Укупно            | 1.774         | 1.767         |